# Санчес, Лори
Лоуренс Филипп Санчес (англ. Lawrence Philip Sanchez; род. 22 октября 1959, Ламбет, Большой Лондон) — североирландский футболист, игравший на позиции полузащитника, тренер.

## Карьера
Санчес родился в Лондоне, сын отца с Эквадора и матери из Северной Ирландии. Он получил образование в презентационном колледже, затем, в гимназии в Рединге, Беркшир, и поступил в Университет Лафборо и получил степень бакалавра наук в области управления, уже будучи игроком «Рединга». Он был женат на женщине по имени Хизер, которая умерла от рака в 1998 году, у пары был сын Джек. В 2004 году Санчес стал покровителем благотворительной организации в Северной Ирландии .

## Клубная карьера
Санчес играл в «Рединге» с 1977 по 1984 год, прежде чем переехать в «Уимблдон» за 30 000 фунтов стерлингов. Он забил гол, который обеспечил «Донс» выход в первый дивизион. Это случилось в матче против «Хаддерсфилда» из одноименного города в мае 1986 года. Важнейшее достижение Лори в качестве игрока произошло в 1988 году, когда он забил гол, который помог «Уимблдону» победить в Кубке Англии в 1988 году, в игре против «Ливерпуля». Данный матч, как считается, был одним из самых больших финальных матчей кубка в истории. Игра не была легкой, так как Питер Бердсли забил гол за 10 минут до того, как это сделал Санчес. «Ливерпуль» приблизился к тому, чтобы снова омрачить мечту «Уимблдона» во второй половине, когда в ворота «безумной банды» поставили пенальти. Тем не менее, удар Джона Олдриджа отбил вратарь «Донс» — Дейв Бизэнт.